# Division IIA du Championnat du monde féminin de hockey sur glace 2017
Navigation
Division IIA 2016 Division IIA 2018
Le tournoi de la Division IIA du Championnat du monde féminin de hockey sur glace 2017 se déroule à Gangneung en Corée du Sud du 2 au 8 avril 2017.
| \| Localisation de Gangneung en Corée du Sud \| Localisation de Gangneung en Corée du Sud |
| Localisation de Gangneung en Corée du Sud                                                 |

## Format de la compétition
Le Championnat du monde féminin de hockey sur glace est un ensemble de plusieurs tournois regroupant les nations en fonction de leur niveau. Les meilleures équipes disputent le titre dans la Division Élite.
Les 8 équipes de la Division Élite sont réparties en deux groupes de 4 : les mieux classées dans le groupe A et les autres dans le groupe B. Chaque groupe est disputé sous la forme d'un championnat à matches simples. Les 2 premiers du groupe A sont qualifiés d'office pour les demi-finales. Les 2 derniers du groupe A et les 2 premiers du groupe B s'affrontent lors de quarts de finale croisés. Les 2 derniers du groupe B participent au tour de relégation qui détermine l'équipe qui sera reléguée en Division IA lors de l'édition de 2018.
Pour les autres divisions qui comptent 6 équipes (sauf le groupe de Qualification pour la Division IIB qui en compte 5), les équipes s’affrontent entre elles et, à l'issue de cette compétition, le premier est promu dans la division supérieure et le dernier est relégué dans la division inférieure.
Lors des phases de poule, les points sont attribués ainsi :
- 3 points pour une victoire dans le temps réglementaire ;
- 2 points pour une victoire en prolongation ou aux tirs de fusillade ;
- 1 point pour une défaite en prolongation ou aux tirs de fusillade ;
- 0 point pour une défaite dans le temps réglementaire.

## Résultats
| 2 avril 2017 | Australie | 2-1 (1-1, 0-0, 1-0) | Corée du Nord | Centre de hockey de Gangneung 1 923 spectateurs |

| Feuille de match | Feuille de match                                                | Feuille de match | Feuille de match              | Feuille de match                                                        |
| ---------------- | --------------------------------------------------------------- | ---------------- | ----------------------------- | ----------------------------------------------------------------------- |
|                  | - Ayris (Godfrey) — 16 min 17 s Crompton (Powell) — 48 min 56 s | 0-1 1-1 2-1      | Kim U-h. (Won) — 7 min 52 s - | Arbitrage : Anna Kuroda Juges de lignes : Lee Kyung-sun Brienne Stewart |
| Coonan           | Gardiens                                                        | So               |                               | Arbitrage : Anna Kuroda Juges de lignes : Lee Kyung-sun Brienne Stewart |
| 14 min           | Pénalités                                                       | 4 min            |                               | Arbitrage : Anna Kuroda Juges de lignes : Lee Kyung-sun Brienne Stewart |
| 19               | Tirs                                                            | 32               |                               | Arbitrage : Anna Kuroda Juges de lignes : Lee Kyung-sun Brienne Stewart |

| 2 avril 2017 | Grande-Bretagne | 4-5 (0-1, 3-3, 1-1) | Pays-Bas | Centre de hockey de Kwandong 409 spectateurs |

| Feuille de match | Feuille de match | Feuille de match                    | Feuille de match | Feuille de match                                                         |
| ---------------- | --- | ----------------------------------- | --- | ------------------------------------------------------------------------ |
|                  | - Marsden (Taylor, Henry) — 27 min 46 s - Marsden (Taylor, Traill) — 31 min 51 s Ganney (Henry) — 35 min 8 s - Lane (Marsden, Summers) — 58 min 12 s | 0-1 0-2 1-2 1-3 2-3 3-3 3-4 3-5 4-5 | Zwarthoed (Hamers) — 31 s van Nes (Zwarthoed, Wielenga) — 27 min 28 s - Hamers (Dijkema) — 31 min 14 s - van Nes (Wielenga) — 38 min 32 s Huisman (Tjin-A-Ton) — 46 min 46 s - | Arbitrage : Vanessa Morin Juges de lignes : Tanja Cadonau Jenni Jaatinen |
| Jackson          | Gardiens | Bos                                 | | Arbitrage : Vanessa Morin Juges de lignes : Tanja Cadonau Jenni Jaatinen |
| 12 min           | Pénalités | 10 min                              | | Arbitrage : Vanessa Morin Juges de lignes : Tanja Cadonau Jenni Jaatinen |
| 12               | Tirs | 43                                  | | Arbitrage : Vanessa Morin Juges de lignes : Tanja Cadonau Jenni Jaatinen |

| 2 avril 2017 | Corée du Sud | 5-1 (1-1, 2-0, 2-0) | Slovénie | Centre de hockey de Kwandong 1 096 spectateurs |

| Feuille de match | Feuille de match | Feuille de match        | Feuille de match                                  | Feuille de match                                                   |
| ---------------- | --- | ----------------------- | ------------------------------------------------- | ------------------------------------------------------------------ |
|                  | Kim H. (Choi J.) — 4 min 36 s - Jo (Eom) — 27 min 6 s Choi (Park Yo.) — 31 min 24 s (SN) Im (Griffin) — 47 min 32 s Park J. (Park C.) — 49 min 9 s | 1-0 1-1 2-1 3-1 4-1 5-1 | - E. Dukarič (S. Confidenti, Pren) — 8 min 20 s - | Arbitrage : Chelsea Rapin Juges de lignes : Aiko Hoshi Bente Owren |
| Han D.           | Gardiens | I. Confidenti           |                                                   | Arbitrage : Chelsea Rapin Juges de lignes : Aiko Hoshi Bente Owren |
| 10 min           | Pénalités | 12 min                  |                                                   | Arbitrage : Chelsea Rapin Juges de lignes : Aiko Hoshi Bente Owren |
| 78               | Tirs | 12                      |                                                   | Arbitrage : Chelsea Rapin Juges de lignes : Aiko Hoshi Bente Owren |

| 3 avril 2017 | Pays-Bas | 4-2 (1-0, 2-2, 1-0) | Corée du Nord | Centre de hockey de Kwandong 1 048 spectateurs |

| Feuille de match | Feuille de match | Feuille de match        | Feuille de match                                                 | Feuille de match                                                    |
| ---------------- | --- | ----------------------- | ---------------------------------------------------------------- | ------------------------------------------------------------------- |
|                  | Zwarthoed (Dijkema) — 8 min 47 s - Keijzer (Wielenga) — 31 min 21 s Wielenga (Keijzer) — 38 min 59 s (SN) Keijzer (Zwarthoed) — 49 min 7 s (2 SN) | 1-0 1-1 1-2 2-2 3-2 4-2 | - Kim U-h. — 22 min 41 s (TP) Kim H. (Jong) — 28 min 28 s (SN) - | Arbitrage : Rita Rygh Juges de lignes : Tanja Cadonau Lee Kyung-sun |
| Daams            | Gardiens | So                      |                                                                  | Arbitrage : Rita Rygh Juges de lignes : Tanja Cadonau Lee Kyung-sun |
| 28 min           | Pénalités | 14 min                  |                                                                  | Arbitrage : Rita Rygh Juges de lignes : Tanja Cadonau Lee Kyung-sun |
| 31               | Tirs | 19                      |                                                                  | Arbitrage : Rita Rygh Juges de lignes : Tanja Cadonau Lee Kyung-sun |

| 3 avril 2017 | Slovénie | 3-0 (2-0, 1-0, 0-0) | Australie | Centre de hockey de Gangneung 247 spectateurs |

| Feuille de match | Feuille de match | Feuille de match | Feuille de match | Feuille de match                                                 |
| ---------------- | --- | ---------------- | ---------------- | ---------------------------------------------------------------- |
|                  | S. Confidenti (Zimšek, Pren) — 6 min 26 s Pren (S. Confidenti) — 19 min 48 s (IN) Pren (E. Dukarič) — 22 min 56 s (IN) | 1-0 2-0 3-0      | -                | Arbitrage : Anna Kuroda Juges de lignes : Aiko Hoshi Bente Owren |
| P. Dukarič       | Gardiens | Brown            |                  | Arbitrage : Anna Kuroda Juges de lignes : Aiko Hoshi Bente Owren |
| 12 min           | Pénalités | 10 min           |                  | Arbitrage : Anna Kuroda Juges de lignes : Aiko Hoshi Bente Owren |
| 19               | Tirs | 45               |                  | Arbitrage : Anna Kuroda Juges de lignes : Aiko Hoshi Bente Owren |

| 3 avril 2017 | Corée du Sud | 3-1 (2-0, 0-1, 1-0) | Grande-Bretagne | Centre de hockey de Kwandong 1 228 spectateurs |

| Feuille de match | Feuille de match                                                                 | Feuille de match | Feuille de match               | Feuille de match                                                           |
| ---------------- | -------------------------------------------------------------------------------- | ---------------- | ------------------------------ | -------------------------------------------------------------------------- |
|                  | Park J. — 15 min 55 s Han S. (Park J.) — 19 min 56 s - Kim H. (Jo) — 54 min 43 s | 1-0 2-0 2-1 3-1  | - Ganney (Lane) — 24 min 7 s - | Arbitrage : Vanessa Morin Juges de lignes : Jenni Jaatinen Brienne Stewart |
| Han D.           | Gardiens                                                                         | Jackson          |                                | Arbitrage : Vanessa Morin Juges de lignes : Jenni Jaatinen Brienne Stewart |
| 6 min            | Pénalités                                                                        | 12 min           |                                | Arbitrage : Vanessa Morin Juges de lignes : Jenni Jaatinen Brienne Stewart |
| 38               | Tirs                                                                             | 20               |                                | Arbitrage : Vanessa Morin Juges de lignes : Jenni Jaatinen Brienne Stewart |

| 5 avril 2017 | Pays-Bas | 5-1 (2-1, 2-0, 1-0) | Slovénie | Centre de hockey de Kwandong 851 spectateurs |

| Feuille de match | Feuille de match | Feuille de match        | Feuille de match              | Feuille de match                                                       |
| ---------------- | --- | ----------------------- | ----------------------------- | ---------------------------------------------------------------------- |
|                  | - de Jong (Wielenga) — 6 min 26 s Milders (Zwarthoed) — 18 min 38 s Zwarthoed (Tjin-A-Ton, Even) — 31 min 45 s Haverkorn (Zwarthoed, Milders) — 31 min 56 s de Jong (Milders, Wielenga) — 50 min 37 s (IN) | 0-1 1-1 2-1 3-1 4-1 5-1 | Pren (S. Confidenti) — 30 s - | Arbitrage : Anna Kuroda Juges de lignes : Jenni Jaatinen Lee Kyung-sun |
| Bos              | Gardiens | P. Dukarič              |                               | Arbitrage : Anna Kuroda Juges de lignes : Jenni Jaatinen Lee Kyung-sun |
| 8 min            | Pénalités | 14 min                  |                               | Arbitrage : Anna Kuroda Juges de lignes : Jenni Jaatinen Lee Kyung-sun |
| 72               | Tirs | 8                       |                               | Arbitrage : Anna Kuroda Juges de lignes : Jenni Jaatinen Lee Kyung-sun |

| 5 avril 2017 | Grande-Bretagne | 2-3 (pr) (0-0, 0-1, 2-1, 0-1) | Corée du Nord | Centre de hockey de Gangneung 1 627 spectateurs |

| Feuille de match | Feuille de match                                                               | Feuille de match    | Feuille de match                                                                                        | Feuille de match                                                       |
| ---------------- | ------------------------------------------------------------------------------ | ------------------- | --- | ---------------------------------------------------------------------- |
|                  | - Taylor (Traill, Marsden) — 49 min 53 s Ganney (Taylor, Lane) — 50 min 49 s - | 0-1 0-2 1-2 2-2 2-3 | Jong (Ryo, Hwang C.) — 37 min 54 s (IN) Won (Jin, Kim U-h.) — 42 min 7 s (SN) - Jin (Won) — 61 min 59 s | Arbitrage : Chelsea Rapin Juges de lignes : Aiko Hoshi Brienne Stewart |
| Jackson          | Gardiens                                                                       | So                  | | Arbitrage : Chelsea Rapin Juges de lignes : Aiko Hoshi Brienne Stewart |
| 14 min           | Pénalités                                                                      | 8 min               | | Arbitrage : Chelsea Rapin Juges de lignes : Aiko Hoshi Brienne Stewart |
| 35               | Tirs                                                                           | 30                  | | Arbitrage : Chelsea Rapin Juges de lignes : Aiko Hoshi Brienne Stewart |

| 5 avril 2017 | Corée du Sud | 8-1 (2-0, 5-0, 1-1) | Australie | Centre de hockey de Kwandong 1 042 spectateurs |

| Feuille de match | Feuille de match | Feuille de match                         | Feuille de match                       | Feuille de match                                                  |
| ---------------- | --- | ---------------------------------------- | -------------------------------------- | ----------------------------------------------------------------- |
|                  | Park J. (Jo) — 5 min 2 s Park Y-e. (Choi J.) — 11 min 28 s (SN) Han S. (Park J., Eom) — 20 min 52 s (SN) Choi Y. (Im) — 24 min 41 s Park J. (Kim H., Eom) — 30 min 47 s (SN) Lee E. (Park J., Eom) — 34 min 50 s (SN) Eom (Han S.) — 39 min 59 s (SN) - Choi Y. — 59 min 43 s | 1-0 2-0 3-0 4-0 5-0 6-0 7-0 7-1 8-1      | - Powell (van der Wolf) — 48 min 7 s - | Arbitrage : Rita Rygh Juges de lignes : Tanja Cadonau Bente Owren |
| Han D.           | Gardiens | Coonan (30 min 47 s) Brown (29 min 13 s) |                                        | Arbitrage : Rita Rygh Juges de lignes : Tanja Cadonau Bente Owren |
| 0 min            | Pénalités | 12 min                                   |                                        | Arbitrage : Rita Rygh Juges de lignes : Tanja Cadonau Bente Owren |
| 42               | Tirs | 5                                        |                                        | Arbitrage : Rita Rygh Juges de lignes : Tanja Cadonau Bente Owren |

| 6 avril 2017 | Slovénie | 2-8 (0-4, 0-3, 2-1) | Grande-Bretagne | Centre de hockey de Kwandong 396 spectateurs |

| Feuille de match                                    | Feuille de match                                                | Feuille de match                             | Feuille de match | Feuille de match                                                      |
| --------------------------------------------------- | --------------------------------------------------------------- | -------------------------------------------- | --- | --------------------------------------------------------------------- |
|                                                     | - S. Confidenti (Haus) — 47 min 3 s Pren (Zimšek) — 58 min 48 s | 0-1 0-2 0-3 0-4 0-5 0-6 0-7 0-8 1-8 2-8      | Ganney (Henry, Lane) — 9 min 47 s Marsden (Hill, Taylor) — 12 min 24 s (SN) Allen (Taylor) — 14 min 9 s Marsden (Taylor) — 16 min 57 s Henry (Farman, Lane) — 20 min 16 s (SN) Traill (Adams) — 27 min 13 s Henry (Taylor, Marsden) — 30 min 1 s Farman (Allen) — 43 min 9 s - | Arbitrage : Vanessa Morin Juges de lignes : Tanja Cadonau Bente Owren |
| P. Dukarič (30 min 1 s) I. Confidenti (29 min 59 s) | Gardiens                                                        | Jackson (49 min 17 s) Franklin (10 min 43 s) | | Arbitrage : Vanessa Morin Juges de lignes : Tanja Cadonau Bente Owren |
| 10 min                                              | Pénalités                                                       | 10 min                                       | | Arbitrage : Vanessa Morin Juges de lignes : Tanja Cadonau Bente Owren |
| 12                                                  | Tirs                                                            | 59                                           | | Arbitrage : Vanessa Morin Juges de lignes : Tanja Cadonau Bente Owren |

| 6 avril 2017 | Australie | 1-3 (0-2, 1-1, 0-0) | Pays-Bas | Centre de hockey de Kwandong 367 spectateurs |

| Feuille de match | Feuille de match               | Feuille de match | Feuille de match | Feuille de match                                                 |
| ---------------- | ------------------------------ | ---------------- | --- | ---------------------------------------------------------------- |
|                  | - McOnie (Ayris) — 35 min 38 s | 0-1 0-2 0-3 1-3  | de Jong (Keijzer) — 6 min 44 s (IN) Hamers (Dijkema, Zwarthoed) — 9 min Tjin-A-Ton (Tegelaar, Huisman) — 34 min 15 s - | Arbitrage : Rita Rygh Juges de lignes : Aiko Hoshi Lee Kyung-sun |
| Brown            | Gardiens                       | Daams            | | Arbitrage : Rita Rygh Juges de lignes : Aiko Hoshi Lee Kyung-sun |
| 6 min            | Pénalités                      | 8 min            | | Arbitrage : Rita Rygh Juges de lignes : Aiko Hoshi Lee Kyung-sun |
| 17               | Tirs                           | 26               | | Arbitrage : Rita Rygh Juges de lignes : Aiko Hoshi Lee Kyung-sun |

| 6 avril 2017 | Corée du Nord | 0-3 (0-2, 0-1, 0-0) | Corée du Sud | Centre de hockey de Gangneung 5 800 spectateurs |

| Feuille de match                  | Feuille de match | Feuille de match | Feuille de match | Feuille de match                                                           |
| --------------------------------- | ---------------- | ---------------- | --- | -------------------------------------------------------------------------- |
|                                   | -                | 0-1 0-2 0-3      | Park Y-e. (Park Y-j., Griffin) — 8 min 13 s (SN) Jo (Park Y-e., Park Y-j.) — 11 min 27 s (SN) Lee E. (Park J., Kim S.) — 37 min 57 s | Arbitrage : Chelsea Rapin Juges de lignes : Jenni Jaatinen Brienne Stewart |
| So (11 min 27 s) Ri (48 min 33 s) | Gardiens         | Han D.           | | Arbitrage : Chelsea Rapin Juges de lignes : Jenni Jaatinen Brienne Stewart |
| 10 min                            | Pénalités        | 8 min            | | Arbitrage : Chelsea Rapin Juges de lignes : Jenni Jaatinen Brienne Stewart |
| 26                                | Tirs             | 29               | | Arbitrage : Chelsea Rapin Juges de lignes : Jenni Jaatinen Brienne Stewart |

| 8 avril 2017 | Corée du Nord | 4-2 (0-2, 2-0, 2-0) | Slovénie | Centre de hockey de Kwandong 539 spectateurs |

| Feuille de match           | Feuille de match | Feuille de match        | Feuille de match                                                              | Feuille de match                                                    |
| -------------------------- | --- | ----------------------- | ----------------------------------------------------------------------------- | ------------------------------------------------------------------- |
|                            | - Kim K. (Ryo, Jong) — 26 min 41 s Jong (Kim H.) — 34 min 23 s Kim U-j. (Choe U.) — 44 min 58 s Kim K. — 58 min 14 s | 0-1 0-2 1-2 2-2 3-2 4-2 | E. Dukarič (S. Confidenti) — 25 s S. Confidenti (Lončar, Pren) — 7 min 34 s - | Arbitrage : Anna Kuroda Juges de lignes : Aiko Hoshi Jenni Jaatinen |
| Ri (25 s) So (59 min 35 s) | Gardiens | P. Dukarič              |                                                                               | Arbitrage : Anna Kuroda Juges de lignes : Aiko Hoshi Jenni Jaatinen |
| 2 min                      | Pénalités | 6 min                   |                                                                               | Arbitrage : Anna Kuroda Juges de lignes : Aiko Hoshi Jenni Jaatinen |
| 70                         | Tirs | 13                      |                                                                               | Arbitrage : Anna Kuroda Juges de lignes : Aiko Hoshi Jenni Jaatinen |

| 8 avril 2017 | Pays-Bas | 0-2 (0-0, 0-1, 0-1) | Corée du Sud | Centre de hockey de Kwandong 2 482 spectateurs |

| Feuille de match | Feuille de match | Feuille de match | Feuille de match                                                               | Feuille de match                                                          |
| ---------------- | ---------------- | ---------------- | ------------------------------------------------------------------------------ | ------------------------------------------------------------------------- |
|                  | -                | 0-1 0-2          | Han S. (Park J., Cho) — 36 min 4 s Han S. (Park J., Lee E.) — 42 min 53 s (SN) | Arbitrage : Vanessa Morin Juges de lignes : Tanja Cadonau Brennie Stewart |
| Daams            | Gardiens         | Shin             |                                                                                | Arbitrage : Vanessa Morin Juges de lignes : Tanja Cadonau Brennie Stewart |
| 10 min           | Pénalités        | 2 min            |                                                                                | Arbitrage : Vanessa Morin Juges de lignes : Tanja Cadonau Brennie Stewart |
| 11               | Tirs             | 30               |                                                                                | Arbitrage : Vanessa Morin Juges de lignes : Tanja Cadonau Brennie Stewart |

| 8 avril 2017 | Grande-Bretagne | 5-3 (2-1, 1-2, 2-0) | Australie | Centre de hockey de Kwandong 556 spectateurs |

| Feuille de match | Feuille de match | Feuille de match                | Feuille de match | Feuille de match                                                      |
| ---------------- | --- | ------------------------------- | --- | --------------------------------------------------------------------- |
|                  | Emery (Taylor) — 5 min 29 s Taylor (Marsden) — 11 min 19 s - Marsden (Lewis) — 24 min 23 s - Henry (Taylor, Hill) — 44 min 18 s Taylor (Newman, Douglas) — 58 min 50 s (SN) | 1-0 2-0 2-1 2-2 3-2 3-3 4-3 5-3 | - Godfrey (van der Wolf) — 19 min 30 s Matheson (Parrington) — 21 min 35 s (SN) - Matheson (Costa, van der Wolf) — 28 min 54 s (SN) - | Arbitrage : Chelsea Rapin Juges de lignes : Lee Kyung-sun Bente Owren |
| Jackson          | Gardiens | Coonan                          | | Arbitrage : Chelsea Rapin Juges de lignes : Lee Kyung-sun Bente Owren |
| 12 min           | Pénalités | 14 min                          | | Arbitrage : Chelsea Rapin Juges de lignes : Lee Kyung-sun Bente Owren |
| 26               | Tirs | 20                              | | Arbitrage : Chelsea Rapin Juges de lignes : Lee Kyung-sun Bente Owren |

## Classement
Pour les significations des abréviations, voir statistiques du hockey sur glace.
| Clt   | Équipe          | PJ | V | VP | D | DP | BP | BC | Diff | Pts |
| ----- | --------------- | -- | - | -- | - | -- | -- | -- | ---- | --- |
| +001, | Corée du Sud    | 5  | 5 | 0  | 0 | 0  | 21 | 3  | +18  | 15  |
| +002, | Pays-Bas (R)    | 5  | 4 | 0  | 1 | 0  | 17 | 10 | +7   | 12  |
| +003, | Grande-Bretagne | 5  | 2 | 0  | 2 | 1  | 20 | 16 | +4   | 7   |
| +004, | Corée du Nord   | 5  | 1 | 1  | 3 | 0  | 10 | 13 | -3   | 5   |
| +005, | Slovénie        | 5  | 1 | 0  | 4 | 0  | 9  | 22 | -13  | 3   |
| +006, | Australie (P)   | 5  | 0 | 1  | 4 | 0  | 7  | 20 | -13  | 3   |

- Promu en Division IB en 2018
- Relégué en Division IIB en 2018[1],[2]

Nota : Pour le classement, sont pris en compte le nombre de points, puis le nombre de points dans les face-à-face.

## Récompenses individuelles
Les 3 meilleures joueuses désignées par l'IIHF :
- Meilleure gardienne : Han Do-hee (Corée du Sud)
- Meilleure défenseuse : Kayleigh Hamers (Pays-Bas)
- Meilleure attaquante : Pia Pren (Slovénie)

## Statistiques individuelles
Pour les significations des abréviations, voir statistiques du hockey sur glace.
| Clt | Joueuse         | Équipe          | PJ | B | A | Pts | Pun | +/- |
| --- | --------------- | --------------- | -- | - | - | --- | --- | --- |
| 1   | Angela Taylor   | Grande-Bretagne | 5  | 3 | 9 | 12  | 2   | +8  |
| 2   | Park Jong-ah    | Corée du Sud    | 5  | 4 | 6 | 10  | 0   | +5  |
| 3   | Kathryn Marsden | Grande-Bretagne | 5  | 5 | 4 | 9   | 4   | +7  |
| 4   | Pia Pren        | Slovénie        | 5  | 4 | 4 | 8   | 4   | -1  |
| 5   | Julie Zwarthoed | Pays-Bas        | 5  | 3 | 5 | 8   | 2   | +7  |
| 6   | Sara Confidenti | Slovénie        | 5  | 3 | 4 | 7   | 6   | +1  |
| 7   | Katie Henry     | Grande-Bretagne | 5  | 3 | 3 | 6   | 10  | +3  |
| 8   | Savine Wielenga | Pays-Bas        | 5  | 1 | 5 | 6   | 0   | +5  |
| 9   | Han Soo-jin     | Corée du Sud    | 5  | 4 | 1 | 5   | 2   | +4  |
| 10  | Jo Su-sie       | Corée du Sud    | 5  | 2 | 3 | 5   | 0   | +3  |

| Clt | Joueur          | Équipe          | PJ | Min          | BC | Moy  | %Arr  | Bl |
| --- | --------------- | --------------- | -- | ------------ | -- | ---- | ----- | -- |
| 1   | Han Do-hee      | Corée du Sud    | 4  | 240 min 0 s  | 3  | 0,75 | 95,24 | 1  |
| 2   | Pia Dukarič     | Slovénie        | 4  | 210 min 1 s  | 16 | 4,57 | 92,76 | 1  |
| 3   | Lisa Daams      | Pays-Bas        | 3  | 180 min 0 s  | 5  | 1,67 | 92,42 | 0  |
| 4   | So Jong-sim     | Corée du Nord   | 5  | 252 min 49 s | 11 | 2,61 | 90,00 | 0  |
| 5   | Nicole Jackson  | Grande-Bretagne | 5  | 291 min 16 s | 15 | 3,09 | 89,29 | 0  |
| 6   | Michelle Coonan | Australie       | 3  | 150 min 3 s  | 11 | 4,40 | 86,42 | 0  |
| 7   | Ashleigh Brown  | Australie       | 3  | 149 min 13 s | 9  | 3,62 | 85,94 | 0  |
| 8   | Bianka Bos      | Pays-Bas        | 2  | 120 min 0 s  | 5  | 2,50 | 75,00 | 0  |

Pour les significations des abréviations, voir statistiques du hockey sur glace.
Nota : seules sont classées les gardiennes ayant joué au minimum 40 % du temps de jeu de leur équipe.